# Sergio Pellandini
Sergio Pellandini (Arbedo-Castione, 28 de noviembre de 1955) es un expiloto de motociclismo suizo.

## Biografía
Pellandini inicia su participación en el Mundial en el GP de las Naciones de 1978, aunque no llega a disputar la carrera al no clasificarse ni en 500cc ni en 350cc.
Pellandini participaría regularmente en el Mundial desde 1979 hasta 1984 en la categoría 500 y en 1986 en 250cc.
Debuta en carrera en 1979, con una Suzuki en el Gran Premio de Venezuela.
En 1983 fue llamado por Roberto Gallina para sustituir a Franco Uncini en su equipo, lesionado en el Assen. Pellandini siguió en el equipo de Gallina también en la siguiente temporada, terminando en el duodécimo puesto. A finales de 1984 dejó el equipo para correr en 250 con una Honda del equipo Parisienne. Su carrera finalizó el 18 de mayo de 1986 en el Gran Premio de  las Naciones per una caída que le causó diversas fracturas, que le impidieron volver a las pistas.
Después de su retiro, se dedicó a ser comentarista técnico del Mundial para la cadena RSI.

## Resultados de carrera

### Campeonato del Mundo de Motociclismo

#### Carreras por año
Sistema de puntos desde 1969 a 1987:
| Posición | 1.º | 2.º | 3.º | 4.º | 5.º | 6.º | 7.º | 8.º | 9.º | 10.º |
| Pts.     | 15  | 12  | 10  | 8   | 6   | 5   | 4   | 3   | 2   | 1    |

(Carreras en negrita indica pole position, carreras en cursiva indica vuelta rápida)
| Año  | Clase  | Equipo                   | Moto   | 1       | 2       | 3       | 4       | 5       | 6       | 7       | 8       | 9       | 10      | 11      | 12     | Pts. | Pos. |
| ---- | ------ | ------------------------ | ------ | ------- | ------- | ------- | ------- | ------- | ------- | ------- | ------- | ------- | ------- | ------- | ------ | ---- | ---- |
| 1978 | 350cc  | Yamaha                   | VEN -  |         | AUT -   | FRA -   | NAT DNQ | NED -   |         | SWE -   | FIN -   | GBR -   | GER -   |         |        | 0    | -    |
| 1978 | 500cc  | Suzuki                   | VEN -  | ESP -   | AUT -   | FRA -   | NAT DNS | NED -   | BEL -   | SWE -   | FIN -   | GBR -   | GER -   |         |        | 0    | -    |
| 1979 | 500 cc | Suzuki                   | VEN 9  | AUT -   | GER -   | NAT 17  | ESP 15  | YUG 18  | NED -   | BEL DNS | SWE -   | FIN -   | GBR -   | FRA Ret |        | 2    | 31.º |
| 1980 | 500 cc | Suzuki                   | NAT 10 | ESP Ret | FRA 21  | NED DNQ | BEL DNQ | FIN -   | GBR -   |         | GER Ret |         |         |         |        | 1    | 23.º |
| 1981 | 500 cc | Yamaha,Suzuki y Kawasaki |        | AUT 17  | GER 21  | NAT 10  | FRA 13  |         | YUG Ret | NED 8   | BEL 15  | SMR 11  | GBR Ret | FIN Ret | SWE 16 | 4    | 20.º |
| 1982 | 500cc  | Yamaha y Suzuki          | ARG 17 | AUT Ret | FRA 4   | ESP Ret | NAC Ret | NED 11  | BEL Ret | YUG 23  | GBR Ret | SUE 9   |         | RSM 9   | ALE 8  | 15   | 15.º |
| 1983 | 500 cc | Suzuki                   | RSA 12 | FRA 9   | NAT 8   | GER Ret | ESP 9   | AUT 9   | YUG 10  | NED Ret | BEL 10  | GBR Ret | SWE -   | RSM -   |        | 11   | 13.º |
| 1984 | 500 cc | Honda                    | RSA 5  | NAT 14  | ESP Ret | AUT 9   | GER Ret | FRA 9   | YUG 8   | NED Ret | BEL 8   | GBR Ret | SWE Ret | SMR DNQ |        | 6    | 19.º |
| 1985 | 250 cc | Honda                    | RSA -  | ESP -   | GER -   | NAT -   | AUT -   | YUG -   | NED -   |         | FRA -   | GBR -   | SWE -   | SMR DNQ |        | 0    | —    |
| 1986 | 250cc  | Honda                    | ESP -  | NAT -   | GER -   | AUT Ret | YUG -   | NED DNQ | BEL -   | FRA -   | GBR -   | SWE -   | SMR -   |         |        | 0    | -    |